# Studzieniec (powiat żyrardowski)
Studzieniec – wieś w Polsce położona w województwie mazowieckim, w powiecie żyrardowskim, w gminie Puszcza Mariańska.
W skład sołectwa Studzieniec wchodzą: Studzieniec i Żuków.
W latach 1975–1998 miejscowość należała administracyjnie do województwa skierniewickiego.
Przez miejscowość przepływa niewielka rzeka Sucha, dopływ Bzury.
We wsi znajduje się zakład poprawczy założony w 1876 przez Towarzystwo Osad Rolnych i Przytułków Rzemieślniczych. Osada Rolniczo-Rzemieślnicza w Studzieńcu dla nieletnich przestępców, była wzorowana na kolonii francuskiej dla nieletnich w Mettray.
Początkowo chłopcy byli podzieleni na 15-osobowe grupy. Każda z nich wraz ze swoim wychowawcą zajmowała oddzielny domek, grupę taką nazywano oddziałem lub rodziną, a wychowawcę ojcem rodziny. Chłopcy byli przyuczani do różnych zawodów min.: ogrodnika, szewca, krawca, piekarza, stolarza, ślusarza, murarza, ponadto każdy musiał się również uczyć pracy na roli.